# 元吉健太
元吉 健太（もとよし けんた、1977年9月10日 - ）は、リアルム代表取締役社長であり、テレビプロデューサー、演出家、放送作家。大阪府出身。
元吉本興業(NSC大阪校17期)の所属芸人であり、心斎橋筋2丁目劇場、うめだ花月、Baseよしもと、なんばグランド花月で活動。芸人引退後、総合芸能プロダクション株式会社リアルムを設立。地上波初となるカテゴリのTV番組を立ち上げヒットさせている。DJプレイ&テクニックを見せる番組、競技ポーカーの魅力を伝わるポーカープレイ中心の番組、民間で初となる宝塚大劇場を借り受けファッションショー&オーディションを開催。初となるオリジナル制作を進んで行っている。

## 略歴
1996年、吉本総合芸能学院大阪校（NSC17期生）入学。1997年、心斎橋2丁目劇場でデビュー　ワチャチャ加入。二丁目劇場閉館後、梅田花月で活動、ベース吉本ガブンチョメンバーとして活躍。ベース吉本の王子と呼ばれる。2006年、活動休止。2008年8月、大阪府大阪市北区に総合芸能事務所、株式会社リアルムを設立。

## イベント
企画/演出
- カンパイKOBE (神戸みなとのもり公園、2016＊2017＊2018＊2019年8月3日)
- スマイルフェスinZeppなんば
- スマイルフェスinなんばグランド花月
- 枚方祭り
- マーク・パンサー全国47都道府県ツアー《GLOBE-GENERATION～灯火を消さない～》
- 宝塚大劇場「Japan Star Creation 06 New Stars Auditon」
- RIZINダンスグランプリ
- MIDホイールCM制作

## プロデュース
制作
- 地上波初クラブ系音楽番組　バキバキ☆ビート!Ⅱ
- 地上波初ポーカー番組　NutsPOKER
- RIZIN 超RIZIN3・全力・感動・勇気・挑戦5時間生放送スペシャル
- RIZINDECADE 2夜連続特番　ゆく年 RIZINくる年 RIZIN
- Nreal Air or TV monitor?
- k's beauty Life  トータルビューティーヘアサロン美容院・美容室情報番組
- 花らふる　ファッション番組
- サンテレビジョン生放送「カンパイSpring〜花咲け、東北。想い届け、神戸から。〜」